# Panitumumab
Panitumumab (INN), ranije ABX-EGF, je potpuno humanizovano monoklonalno antitelo koje je specifično za receptor epidermalnog faktora rasta (takođe poznat kao EGF receptor, EGFR, ErbB-1 i HER1 kod čoveka).

## Literatura
- Amado, RG; Wolf, M.; Peeters, M.; Van Cutsem, E.; Siena, S.; Freeman, D. J.; Juan, T.; Sikorski, R.; Suggs, S. (2008). „Wild-Type KRAS is Required for Panitumumab Efficacy in Patients With Metastatic Colorectal Cancer”. J Clin Onco. 26 (10): 1626—1634. PMID 18316791. doi:10.1200/JCO.2007.14.7116.
- Van Cutsem, E; Peeters, M.; Siena, S.; Humblet, Y.; Hendlisz, A.; Neyns, B.; Canon, J.-L.; Van Laethem, J.-L.; Maurel, J. (2007). „Open-Label Phase III Trial of Panitumumab Plus Best Supportive Care Compared With Best Supportive Care Alone in Patients With Chemotherapy-Refractory Metastatic Colorectal Cancer”. J Clin Onco. 25 (13): 1658—1664. doi:10.1200/JCO.2006.08.1620.

## Spoljašnje veze
|  | Molimo Vas, obratite pažnju na važno upozorenje u vezi sa temama iz oblasti medicine (zdravlja). |